# Travemunde Open 1987
Il Travemunde Open 1987 è stato un torneo di tennis facente parte della categoria ATP Challenger Series nell'ambito dell'ATP Challenger Series 1987. Il torneo si è giocato a Travemünde in Germania dal 6 al 12 luglio 1987 su campi in terra rossa.

## Vincitori

### Singolare
Ronnie Båthman ha battuto in finale  Massimo Cierro con il punteggio di 6–4, 3–6, 6–4

### Doppio
Alexander Mronz /  Karsten Saniter hanno battuto in finale  Nicklas Kroon /  Mats Oleen con il punteggio di 6–7, 7–6, 6–4